# جون بلاكوود (لاعب كرة قدم)
جون بلاكوود (بالإنجليزية: John Blackwood)‏ هو لاعب كرة قدم أمريكي، ولد في 1877م في مين في الولايات المتحدة، وتوفي في 1913م في غلاسكو في المملكة المتحدة. لعب مع كوينز بارك رينجرز ونادي أرسنال ونادي بارتيك ثيسل ونادي ريدنغ ونادي سلتيك ووست هام يونايتد.